# Anurapteryx ribbei
Anurapteryx ribbei är en fjärilsart som beskrevs av Druce 1891. Anurapteryx ribbei ingår i släktet Anurapteryx och familjen Sematuridae. Inga underarter finns listade i Catalogue of Life.